# Indonesische Unihockeynationalmannschaft
Die indonesische Unihockeynationalmannschaft repräsentiert Indonesien bei Länderspielen und internationalen Turnieren in der Sportart Unihockey.
2016 wurde der nationale Unihockeyverband, die Indonesian Floorball Association gegründet und in die International Floorball Federation aufgenommen. Indonesien hat bis zu diesem Zeitpunkt noch nie an einer Weltmeisterschaft teilgenommen bzw. angemeldet.

## Platzierungen

### Weltmeisterschaften
| Jahr | Austragungsort(e) | Platz              |
| ---- | ----------------- | ------------------ |
| 2008 | Ostrava, Prag     | nicht teilgenommen |
| 2010 | Helsinki, Vantaa  | nicht teilgenommen |
| 2012 | Zürich, Bern      | nicht teilgenommen |
| 2014 | Göteborg          | nicht teilgenommen |
| 2016 | Riga              | nicht teilgenommen |
| 2018 | Prag              | nicht registriert  |

### AOFC Cup
| Jahr | Austragungsort(e) | Platz    |
| ---- | ----------------- | -------- |
| 2017 | Bangkok           | 4. Platz |